# Not Music
Not Music è il decimo album discografico in studio del gruppo musicale inglese Stereolab, pubblicato nel 2010.

## Tracce
1. Everybody's Weird Except Me – 3:34
2. Supah Jaianto – 5:07
3. So Is Cardboard Clouds – 3:49
4. Equivalences – 2:23
5. Leleklato Sugar – 3:04
6. Silver Sands (Emperor Machine Mix) – 10:20
7. Two Finger Symphony – 3:47
8. Delugeoisie – 3:41
9. Laserblast – 3:25
10. Sun Demon – 3:18
11. Aelita – 3:49
12. Pop Molecules (molecular pop 2) – 2:03
13. Neon Beanbag (Atlas Sound Mix) – 7:57

## Formazione
- Lætitia Sadier - voce
- Tim Gane - chitarra
- Simon Johns - basso
- Andy Ramsay - batteria, sintetizzatore